# (32380) 2000 QE184
2000 QE184 (asteroide 32380) é um asteroide da cintura principal. Possui uma excentricidade de 0.05745120 e uma inclinação de 10.43716º.
Este asteroide foi descoberto no dia 26 de agosto de 2000 por LINEAR em Socorro.